# Kung Li-csiao
Kung Li-csiao (Sicsiacsuang, 1989. január 24. –) kínai olimpiai és világbajnok súlylökő. A 2021-ben megrendezett tokiói olimpián lett aranyérmes, illetve 2017-ben és 2019-ben szerzett világbajnoki címet. Az Ázsia-játékokon háromszor végzett az első helyen.

## Pályafutása
Kung Li-csiao 2007 augusztusában 18 évesen megnyerte a kínai bajnokságot súlylökésben 19,13 méteres egyéni csúccsal és ezzel kijutott a világbajnokságra is. A pár héttel később Oszakában rendezett világbajnokság volt élete első nemzetközi versenye. Ott bejutott a döntőbe és 18,66 métert dobva végül a hetedik helyen végzett, de később dopppingvétség miatt kizárták az előtte végző fehérororsz Nadzeja Asztapcsukot, így végül a hatodik helyre rangsorolták. A következő évben részt vett a pekingi olimpián, ahol a selejtezőből 19,46 méteres új egyéni csúccsal jutott döntőbe. Ott 19,20 lett a legjobb dobása, ami az ötödik helyet jelentette akkor számára, de miután utólag doppingoláson kapott két fehérorosz versenyzőt is kizártak, végül bronzérmes lett.
A 2009-es világbajnokságon Berlinben szintén bronzérmet szerzett, 19,89 méteres egyéni csúccsal. Októberben a kínai Nemzeti Játékokon tudott először 20 méter felett dobni. Utolsó, 20,30 méteres kísérletével nyerte meg a versenyt, ez 1994 óta a legjobb kínai eredmény lett. A szezon végén Kínában rendezett novemberi Ázsia-bajnokságot szintén megnyerte. A 2011-es világbajnokságon 19,97 méteres dobással lett negyedik, de egy később bebizonyosodott doppingeset miatt végül bronzérmet kapott.
A 2012-es londoni olimpián döntőbe jutott, ahol 20,22 méteres volt a legjobb dobása, amellyel akkor a negyedik helyen végzett, de utólag két versenyzőt is kizártak előle doppingolás miatt, ezért a második helyre rangsorolták. Ezt követően a világversenyeken már önerőből is érmes helyeken tudott végezni. A 2013-as világbajnokságon és a 2014-es fedett pályás világbajnokságon bronz, a 2014-es Ázsia-játékokat megnyerte, a 2015-ös világbajnokságon pedig ezüstérmet szerzett. Az olimpia évében egy németországi versenyen 20,43 méteres egyéni csúcsot dobott. Harmadik olimpiáján 2016-ban azonban ezt az eredményét nem tudta megközelíteni, negyedik helyen végzett, a bronzérmes Márton Anita mögött csaknem fél méterrel elmaradva. Az egy évvel későbbi világbajnokságon Londonban világbajnok lett 19,94 méteres teljesítménnyel Márton Anitát megelőzve.
A 2019-es világbajnokságon meg tudta védeni címét. A tokiói olimpiára már aranyeséllyel érkezett. A selejtezőből 19,46 méteres eredménnyel, első helyen jutott döntőbe. Ott már első kísérlete 19,95 méteres lett, ami már elég lett volna az aranyéremre. Ötödik kísérletével előbb 20,53 méterre javította egyéni csúcsát, majd a következő dobásával ezt is túlszárnyalta és 20,58 méterrel megnyerte a versenyt. 2021-ben minden versenyt megnyert, amin elindult.
Az olimpia utáni évben egy kis szünetet tartott pályafutásában, és a világbajnokság előtt csak egy kínai versenyen indult. A Eugene-ben rendezett világbajnokságon 20,39 méteres dobással végül ezüstérmet szerzett. A 2023-as szezonban derékfájdalmak nehezítették felkészülését. Ebben az évadban is csak hazájában indult versenyeken a budapesti világbajnokságot leszámítva, ahol 19,69 méteres eredménnyel broznérmes lett.

## Egyéni legjobbjai
| Versenyszám | Eredmény | Helyszín     | Időpont            |
| ----------- | -------- | ------------ | ------------------ |
| súlylökés   | 20,58 m  | Tokió, Japán | 2021. augusztus 1. |